# John Dawson Winter III (album)
| Recensione       | Giudizio    |
| ---------------- | ----------- |
| AllMusic         | [ 1 ]       |
| Robert Christgau | C+          |
| Sputnikmusic     | 3.5 (Great) |

John Dawson Winter III è un album di Johnny Winter, pubblicato dalla Blue Sky Records nel novembre del 1974.
La massima posizione raggiunta nella classifica statunitense riservata agli album: The Billboard 200 fu la numero 78 (28 dicembre 1974).

## Tracce
Lato A
1. Rock & Roll People – 2:44 (John Lennon)
2. Golden Olden Days of Rock & Roll – 3:02 (Vic Thomas)
3. Self Destructive Blues – 3:27 (Johnny Winter)
4. Raised on Rock – 4:42 (Mark James)
5. Stranger – 3:54 (Johnny Winter)

Lato B
1. Mind Over Matter – 4:14 (Allen Toussaint)
2. Roll with Me – 3:04 (Rick Derringer)
3. Love Song to Me – 2:05 (Johnny Winter)
4. Pick Up on My Mojo – 3:21 (Johnny Winter)
5. Lay Down Your Sorrows – 4:09 (Barry Mann, Cynthia Weil)
6. Sweet Papa John – 3:07 (Johnny Winter)

## Musicisti
Rock & Roll People
- Johnny Winter - voce solista, chitarre
- Randy Jo Hobbs - basso, percussioni
- Richard Hughes - batteria, percussioni
- The Group - battito delle mani (handclaps)

Golden Olden Days of Rock & Roll
- Johnny Winter - voce, chitarra, accompagnamento vocale, cori
- Randy Jo Hobbs - basso, percussioni
- Richard Hughes - batteria, percussioni
- Kenny Ascher - pianoforte
- The Group - battito delle mani (handclaps)
- Tasha Thomas - accompagnamento vocale, cori
- Carl Hall - accompagnamento vocale, cori
- Monica Burruss - accompagnamento vocale, cori
- Edgar Winter - arrangiamenti strumenti a fiato
- Randy Brecker - tromba
- Bob Millikan - tromba
- Dave Taylor - trombone
- Lew Del Gatto - sassofono baritono

Self Destructive Blues
- Johnny Winter - voce solista, chitarra
- Randy Jo Hobbs - basso
- Richard Hughes - batteria

Raised on Rock
- Johnny Winter - voce solista, chitarre
- Randy Jo Hobbs - basso, percussioni
- Richard Hughes - batteria, percussioni
- Edgar Winter - clavicembalo
- Paul Prestopino - chitarra lap steel
- Jackdaw Ferrante - accompagnamento vocale, cori
- Dennis Ferrante - accompagnamento vocale, cori

Stranger
- Johnny Winter - voce solista, chitarre
- Randy Jo Hobbs - basso
- Richard Hughes - batteria
- Edgar Winter - pianoforte, solina strings

Mind Over Matter
- Johnny Winter - voce solista, chitarre, accompagnamento vocale, cori
- Randy Jo Hobbs - basso, percussioni
- Richard Hughes - batteria, percussioni
- Edgar Winter - accompagnamento vocale, cori

Roll with Me
- Johnny Winter - voce solista, chitarre, accompagnamento vocale, cori
- Randy Jo Hobbs - basso
- Richard Hughes - batteria
- Paul Prestopino - percussioni
- Rick Derringer - percussioni, accompagnamento vocale, cori

Love Song to Me
- Johnny Winter - voce solista, chitarre, accompagnamento vocale, cori
- Randy Jo Hobbs - basso
- Richard Hughes - batteria
- Paul Prestopino - banjo, dobro
- Rick Derringer - chitarra pedal steel
- Dennis Ferrante - buried highpart

Pick Up on My Mojo
- Johnny Winter - voce solista, chitarra solista, chitarra ritmica
- Randy Jo Hobbs - chitarra aggiunta, basso, percussioni
- Richard Hughes - batteria, percussioni
- The Group - battito delle mani (handclaps)

Lay Down Your Sorrows
- Johnny Winter - voce solista, chitarre
- Randy Jo Hobbs - basso
- Richard Hughes - batteria
- Edgar Winter - pianoforte, solina strings, organo, arrangiamento strumenti a fiato
- Tasha Thomas - accompagnamento vocale, cori
- Carl Hall - accompagnamento vocale, cori
- Monica Burruss - accompagnamento vocale, cori
- Randy Brecker - tromba
- Lou Soloff - tromba
- Mike Brecker - sassofono tenore
- Dave Taylor - trombone
- Lew Del Gatto - sassofono baritono

Sweet Papa John
- Johnny Winter - voce solista, chitarre
- Richard Hughes - grancassa

Note aggiuntive
- Shelly Yakus - produttore
- Registrato al The Record Plant East di New York
- Eg Sprigg e Dennis Ferrante - ingegneri delle registrazioni
- David Thoener - assistente ingegneri delle registrazioni
- Dennis Ferrante e Ed Sprigg - ingegneri del remixaggio
- Masterizzato al The Master Cutting Room da Tom Rabspenek
- Teresa Alfieri - album design
- Richard Noble - fotografie copertina frontale album e retrocopertina album
- Angela Aschauer - fotografie interno copertina album
- Ringraziamenti speciali: Rick Derringer, Rick Dobbis, Teddy Slatus e Edgar Winter[6]